# Agrimonia repens
Agrimonia repens — вид рослин з роду парило (Agrimonia).

## Опис
Стебло та черешки м’яко опушені. Листя переривчасто-перисте, листкові пластинки яйцеподібно-довгасті, грубозубчасті, 60–65 см завдовжки та 30—40 см завширшки. Прилистки з кількома грубими зубцями біля основи, широко напівсерцеподібні, загострені. Приквітки одного розміру з квіткою. Квітки майже сидячі. Пелюстки вдвічі довші за чашечку. Стебла заввишки 60–90 см, міцні, густо опушені.

## Поширення
Вид є ендемічним для Туреччини, Лівану, Сирії та Іраку. Також рослина інтродукована до острова Принца Едуарда.